# 小野了 (俳優)
小野 了（おの りょう、1959年10月2日 - ）は、日本の俳優。京都府出身。大阪芸術大学中退。有限会社活動屋所属。身長171cm。体重58kg。血液型はA型。趣味はギター、野球。特技は関西弁、ナレーション。
テレビドラマ『相棒』の中園照生参事官役で知られる。

## 出演

### テレビドラマ
- NHK大河ドラマ
  - 武田信玄（1988年） - 使者 役
  - 信長 KING OF ZIPANGU（1992年） - 明智秀満 役
  - 江〜姫たちの戦国〜 （2011年） - 宮中の使者 役
- 刑事貴族（日本テレビ）
- 世にも奇妙な物語 「STILL」（1991年、フジテレビ系）
- はぐれ刑事純情派
  - 第5シリーズ 第22話「心のリサイクル・偽証する元婦人警官」（1992年） - 村山久男 役
  - 第12シリーズ 第14話「夫と話したかった女!?二重指紋の謎!」（1999年） - 被害者の上司・結城 役
  - 第13シリーズ 第23話「少年が見た母の犯罪!? 駄菓子屋の女」（2000年） - 古谷良雄 役
  - 第16シリーズ 第18話「噂の殺意!? 耳掃除の好きな女」（2003年） - 原田源二 役
  - 第17シリーズ 最終話「東京－岩手花巻温泉500Km運命の男と女、愛の完全犯罪トリック」（2004年） - 江口智也 役
- 輝く季節の中で（1995年、フジテレビ）
- ラブの贈りもの（1996年、TBS） - 飯田 役
- 超光戦士シャンゼリオン 第38話(1996年、テレビ東京） - アナウンサー 役
- はみだし刑事情熱系PART2 第7話「結婚サギ殺人の女」（1997年11月26日、テレビ朝日） - ヘッドハンター役
- リップスティック（1999年、フジテレビ） - 井川由美の夫 / 井川真白の義父 役
- 火曜サスペンス劇場（日本テレビ）
  - 弁護士・高林鮎子28・パリから届いた殺意（2001年7月）
  - 警視庁鑑識班13・娘を襲った暴漢の死体に附着した赤い糸くず（2002年1月）
- 空から降る一億の星（2002年、フジテレビ）
- 愛のソレア（2004年、フジテレビ） - 杉下 役
- 仮面ライダーシリーズ（テレビ朝日）
  - 仮面ライダー剣（2004年） - 塚田 役
  - 仮面ライダー電王 第45話（2007年） - 時計店の店主 役
- ウルトラQ dark fantasy 第20話「密やかな終幕」（2004年8月17日、テレビ東京） - 大久保広敏 役[1]
- 相棒シリーズ - 中園照生 役
  - pre season（2000年6月3日、2001年1月27日・11月10日）
  - season1（2002年10月9日 - 12月25日）
  - season2（2003年10月8日 - 2004年3月17日）
  - season3（2004年10月13日 - 2005年3月23日）
  - season4（2005年10月12日 - 2006年3月15日）
  - season5（2006年10月11日 - 2007年3月14日）
  - season6（2007年10月24日 - 2008年3月19日）
  - season7（2008年10月22日 - 2009年3月18日）
  - season8（2009年10月14日 - 2010年3月10日）
  - season9（2010年10月20日 - 2011年3月9日）
  - season10（2011年10月19日 - 2012年3月21日）
  - season11（2012年10月10日 - 2013年3月20日）
  - season12（2013年10月16日 - 2014年3月19日）
  - season13（2014年10月15日 - 2015年3月18日）
  - season14（2015年10月14日 - 2016年3月16日）
  - season15（2016年10月12日 - 2017年3月22日）
  - season16（2017年10月18日 - 2018年3月14日）
  - season17（2018年10月17日 - 2019年3月20日）
  - season18（2019年10月9日 - 2020年3月18日）
  - season19（2020年10月14日 - 2021年3月17日）
  - season20（2021年10月23日 - 2022年3月23日）
  - season21（2022年10月12日 - 2023年3月15日）
  - season22（2023年10月18日 - 2024年3月13日）[2]
  - season23（2024年10月16日 - 2025年3月12日）
- 土曜ワイド劇場（テレビ朝日）
  - 「西村京太郎トラベルミステリー42」（2005年） - 片桐弁護士 役
  - 「検事・朝日奈耀子5」（2006年） - 田宮正之 役
  - 「おとり捜査官・北見志穂13・バスローブ連続殺人」（2008年12月13日）
  - 「西村京太郎トラベルミステリー62」（2014年） - 田部憲夫 役
  - 「タクシードライバーの推理日誌36」（2014年） - 岡江典史 役
  - 「監察官・羽生宗一3」（2015年） - 今井刑務部長 役
  - 「司法教官・穂高美子4・死を呼ぶ誓いのキス!?」（2015年） - オーナー 役
- 連続テレビ小説（NHK）
  - ファイト（2005年） - スカウトマン 役
  - まれ（2015年） - 田中悟 役
- 歌姫（2007年、TBS） - 松中 役
- 医龍-Team Medical Dragon2- 第4話（2007年、フジテレビ）
- 安宅家の人々（2008年、東海テレビ/フジテレビ）
- 金曜プレステージ
  - 浅見光彦シリーズ24 「鯨の哭く海」（2006年） - 白数刑事 役
  - 浅見光彦シリーズ
    - 浅見光彦シリーズ31・喪われた道（2008年5月）
    - 浅見光彦シリーズ41・佐渡伝説殺人事件（2011年9月）

  - 内田康夫ミステリー・湯布院殺人事件（2010年11月）
  - 剣客商売 御老中暗殺（2012年8月24日） - 大山左兵衛 役
  - 剣客商売 婚礼の夜（2020年3月13日） - 西山団右衛門 役
- 七瀬ふたたび（2008年10月、NHK） - 不動産屋 役
- 月曜ゴールデン（TBS）
  - 税務調査官・窓際太郎の事件簿19（2009年10月12日） - 中野 役
  - 「二重裁判」（2009年） - 上田課長 役
  - 「漬けモノ学者･竹之内春彦 京都殺人100選」（2012年9月10日） - 和田譲治 役
  - 「捜査指揮官 水城さや1」（2013年） - 前田刑事 役
  - 「新・示談交渉人 裏ファイル3」（2014年） - 尾沢康文 役
  - 「松本清張サスペンス・影の地帯」（2015年） - 千葉デスク 役
- ハンチョウ〜神南署安積班〜シリーズ3 第10話（2010年9月6日、TBS） - 医者 役
- 水戸黄門 第43部 第1話（2011年7月4日、TBS / C.A.L） - 岡野 役
- 都市伝説の女（2012年5月11日、テレビ朝日） - 野元公平 役
- 眠れる森の熟女（2012年9月、NHK） - HOTEL TAKAOKA INTERNATIONAL総務部・佐々木晃平 役
- 七つの会議（2013年） - 木内信昭 役
- 島の先生（2013年6月1日、NHK） - 重野雅仁 役
- ガラスの家（2013年9月 - 10月、NHK） - 佐野誠也 役
- 事件救命医〜IMATの奇跡〜（2013年10月6日、テレビ朝日） - 車田信也 役
- SMOKING GUN〜決定的証拠〜（2014年4月16日、フジテレビ） - 野宮浩二 役
- 花咲舞が黙ってない 第9話（2014年6月11日、日本テレビ） - 西野部長 役
- 赤と黒のゲキジョー（フジテレビ）
  - 「検事・霞夕子7」（2014年） - 中村幸一 役
- このミステリーがすごい! ベストセラー作家からの挑戦状「黒のパンテル」（2014年12月29日、TBS） - 田辺 役
- 64（ロクヨン）（2015年、NHK） - 石井照行 役
- 一路（2015年、NHK） - 桝屋正右衛門 役
- しんがり 山一證券 最後の12人（2015年） - 浅田信男 役
- 釣りバカ日誌〜新入社員 浜崎伝助〜（2015年10月 - 12月、テレビ東京） - 野上人事部長 役
- 素敵な選TAXI（2016年） - 上野直人 役
- 警視庁・捜査一課長 第3話（2016年4月28日、テレビ朝日） - 五十嵐良平 役
- 世にも奇妙な物語 '16春の特別編「夢見る機械」（2016年5月28日、フジテレビ） - 野間崎六郎 役
- 鬼平犯科帳 FINAL 後編（2016年） -  三右衛門 役
- 帯ドラマ劇場（テレビ朝日） 
  - やすらぎの郷（2017年） - 貫井秀平
  - やすらぎの刻〜道（2019年） - 貫井秀平[3]
  - トットちゃん!（2017年） - 塗装店主 田中 役
- 伝七捕物帳（2017年） - 一二三屋五兵衛 役
- 警視庁いきもの係（2017年） - 井上 役
- 石つぶて 警視庁 二課刑事の残したもの（2017年） - 山内周治
- 定年女子 第1話 - 3話（2017年、NHK BSプレミアム） - 藤原の同僚 役
- 警視庁文書捜査官（2018年） - 寺井文蔵 役
- 正義のセ（2018年） - 塚田智之 役
- 絶対零度（2018年） - 佐伯卓郎 役
- 雲霧仁左衛門4（2018年、NHK BSプレミアム） - 片岡重盛 役
- 太陽を愛したひと〜1964あの日のパラリンピック〜（2018年8月22日、NHK総合）
- 遙かなる山の呼び声（2018年11月24日、NHK BSプレミアム） - 裁判長 役
- 月曜名作劇場「十津川警部シリーズ8 外房線に消えた女〜十津川の初恋〜」（2019年3月25日、TBS） - 寺西 役
- 報道スクープ映像 昭和・平成の衝撃事件！大追跡SP ドキュメンタリードラマ「疑惑の真相」（2019年3月31日、フジテレビ） - 警視庁の捜査員 役
- 警視庁捜査資料管理室スペシャル〜明石幸男、最後の3日間〜（2020年3月14日 - 15日、BSフジ）
- 70才、初めて産みます〜セブンティウイザン。〜（2020年4月、NHK BSプレミアム）
- 連続ドラマW（WOWOW）
  - 頭取 野崎修平（2020年1月19日 - 2月16日） - 山田忠夫 役
  - ソロモンの偽証（2021年）
  - OZU 〜小津安二郎が描いた物語〜 第1話「出来ごころ」（2023年）[4]
- 月曜プレミア8（テレビ東京）
  - 再雇用警察官（2020年5月11日） - 本間雅史 役
  - 今野敏サスペンス 機捜235III（2022年5月16日） - 斎藤淳一 役
  - 警視庁追跡捜査係-交錯-（2023年8月7日） - 古河 役
- おもひでぽろぽろ（2021年1月9日、NHK BSプレミアム）
- 今野敏サスペンス 警視庁強行犯係 樋口顕 第2話（2021年1月22日、テレビ東京） - 村上和夫 役
- 桶狭間 OKEHAZAMA〜織田信長〜（2021年3月26日、フジテレビ） - 林秀貞 役
- 全っっっっっ然知らない街を歩いてみたものの Season2 第1話（2022年、フジテレビ）
- カナカナ（2022年） - 執事・宮園 役
- 悪女（わる）働くのがカッコ悪いなんて誰が言った? 第8話（2022年6月1日、日本テレビ） - 真島総務部長 役
- シネコンへ行こう!（2022年、BS松竹東急） - 溝口常務 役
- エルピス-希望、あるいは災い-（2022年） - 喫茶「珈論琲亜」マスター 役
- 西村京太郎トラベルミステリー ファイナル（2022年） - 重森康行 役
- ワタシってサバサバしてるから（2023年、NHK総合） - 警察官 役
  - ワタシってサバサバしてるから2（2025年）
- 罠の戦争（2023年、フジテレビ）-  蛭谷敦夫 役
- ドラマ10 悪女について（2023年、TBS）
- 柚木さんちの四兄弟。 第20話（2024年6月27日、NHK総合）
- 素晴らしき哉、先生! 第4話（2024年9月8日、朝日放送テレビ・テレビ朝日系） - 刑事 役
- 社畜人ヤブー（2025年4月4日 - 6月20日、BS松竹東急） - 熊田剛 役[5]
- DOPE 麻薬取締部特捜課 第1話（2025年7月4日、TBS） - 鴨崎国雄 役

### 映画
- 国会へ行こう!（1993年）
- 毎日が夏休み（1994年）
- みんな〜やってるか!（1995年）
- マークスの山（1995年）
- 仮面ライダー響鬼と7人の戦鬼（2005年） - 役人 役
- 相棒 - 中園照生 役
  - 相棒 -劇場版- 絶体絶命! 42.195km 東京ビッグシティマラソン（2008年）
  - 相棒シリーズ 鑑識・米沢守の事件簿（2009年）
  - 相棒 -劇場版II- 警視庁占拠! 特命係の一番長い夜（2010年）
  - 相棒シリーズ X DAY（2013年）
  - 相棒 -劇場版III- 巨大密室! 特命係 絶海の孤島へ（2014年）
  - 相棒 -劇場版IV- 首都クライシス 人質は50万人! 特命係 最後の決断（2017年）
- 同窓会（2008年）
- 三色映画『そぼろごはん』（2010年）
- 黒駒勝蔵（2011年）
- しもつかれガール（2014年）
- tig☆hug ちぐはぐ（2014年） - オッサン 役
- 超高速!参勤交代 リターンズ（2016年）
- TAP THE LAST SHOW（2017年）
- ボストンの銃爪（2018年）
- Fukushima50（2020年） - 佐々木明 役
- 仕掛人・藤枝梅安（2023年） - 与助 役

### Vシネマ
- 新・首領への道シリーズ（2009年） - サノタケオ
  - 新・首領への道4（2009年） - 太鶴連合会 総本部長
  - 新・首領への道5（2009年） - 太鶴会 総本部長

### ウェブテレビ
- Jimmy〜アホみたいなホンマの話〜（2018年7月、Netflix） - 笑福亭松之助 役

### OVA
- 銀河英雄伝説外伝 螺旋迷宮（2000年） - パウムガルトナー少将 役

### ゲーム
- 相棒DS（2009年） - 中園照生 役

### ドラマCD
- 沈黙の艦隊 ヴァーチャルサウンドムービー（1993年）

### CM
- TKC全国会
- 日産自動車「日産サンクスナビキャンペーン」『男篇』（2006年10月 - ）
- ほっともっと

### バラエティ
- クイズプレゼンバラエティー Qさま!!（テレビ朝日）
- クイズ!脳ベルSHOW（2018年、BSフジ）
- くりぃむVS林修!超クイズサバイバー 〜負けたら即帰宅!!（2018年12月20日、テレビ朝日）
- 芸能人雑学王最強No1決定戦2019春!（2019年4月1日、テレビ朝日）

### 配信ドラマ
- 相棒 - 中園照生 役
  - 相棒 -劇場版III- 序章（2014年3月29日 - 4月19日、dビデオ）
  - 裏相棒3（2017年2月6日 - 10日）
- THE BAD LOSERS（2021年、YouTube）

### 舞台
- TOKAI RADIO PRODUCE 舞台『十二人の怒れる男』（2025年8月8日 - 11日〈予定〉、千種文化小劇場） - 陪審員1号 役[6]